# Progetto Teacher in Space

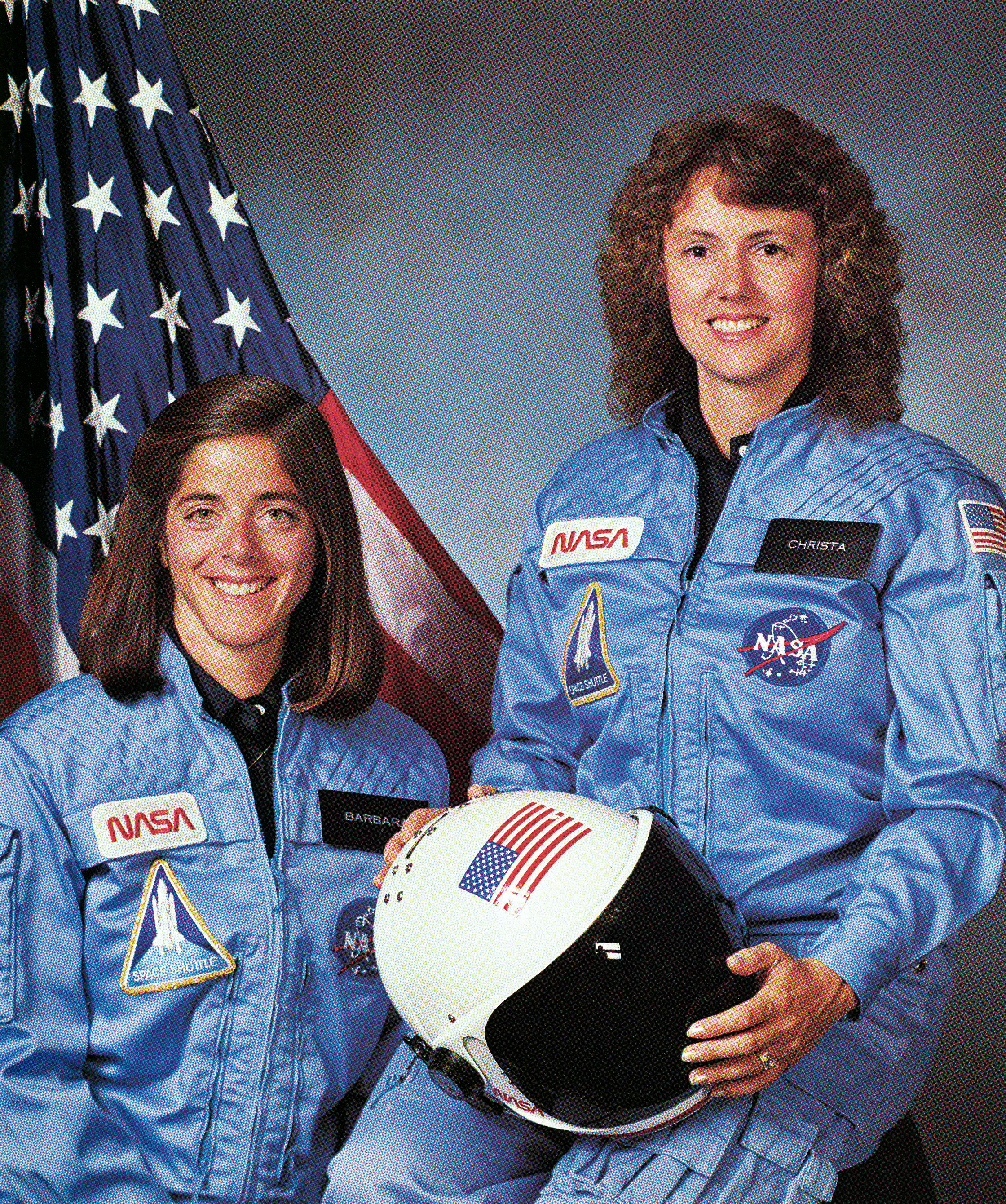
Christa McAuliffe (a destra) e Barbara Morgan, le due insegnanti selezionate per il progetto

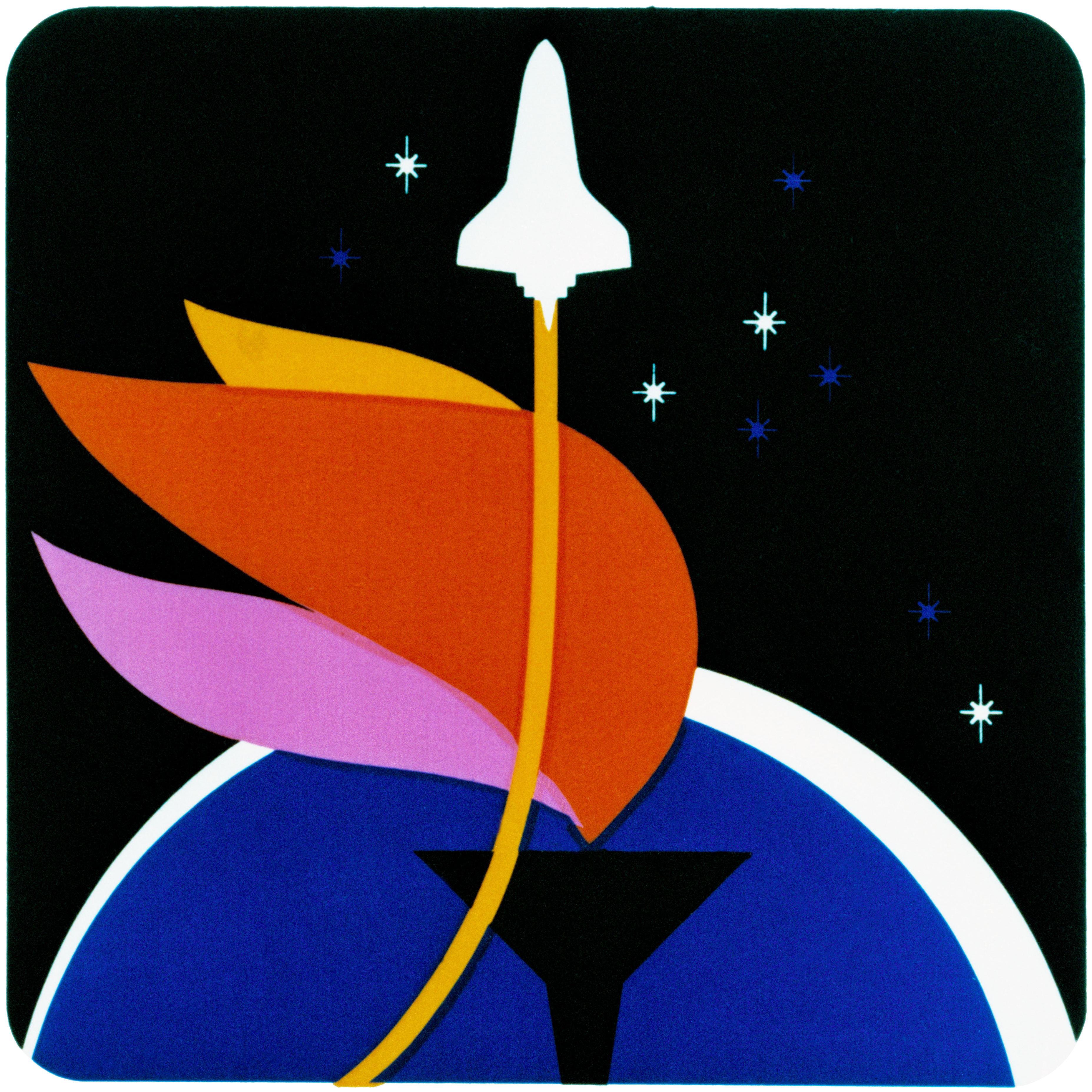
Logo del Teacher in Space Project

Il Progetto Teacher in Space (TISP) fu un progetto della NASA, annunciato da Ronald Reagan nel 1984, che aveva l'obiettivo di stimolare gli studenti statunitensi nello studio delle scienze, della matematica e nell'interesse verso l'esplorazione spaziale.
Il programma fu cancellato a seguito della morte della sua prima partecipante, Christa McAuliffe, avvenuta nel disastro dello Space Shuttle Challenger (STS-51-L) nel 1986.
Più di 11.000 insegnanti fecero domanda per aderire al programma; nel 1985, la NASA selezionò Christa McAuliffe per essere la prima insegnante nello spazio con Barbara Morgan la sua sostituta.
Dopo l'incidente del Challenger, Reagan parlò alla televisione annunciando che il programma sarebbe continuato. 12 anni dopo la morte della McAuliffe, Morgan fu assegnata alla missione STS-118 come specialista. Durante la missione ha tenuto alcune lezioni simili a quelle che avrebbe dovuto tenere la McAuliffe. 